# Melanitis panvila
Melanitis panvila är en fjärilsart som beskrevs av Hans Fruhstorfer 1911. Melanitis panvila ingår i släktet Melanitis och familjen praktfjärilar. Inga underarter finns listade i Catalogue of Life.